# Immelborn

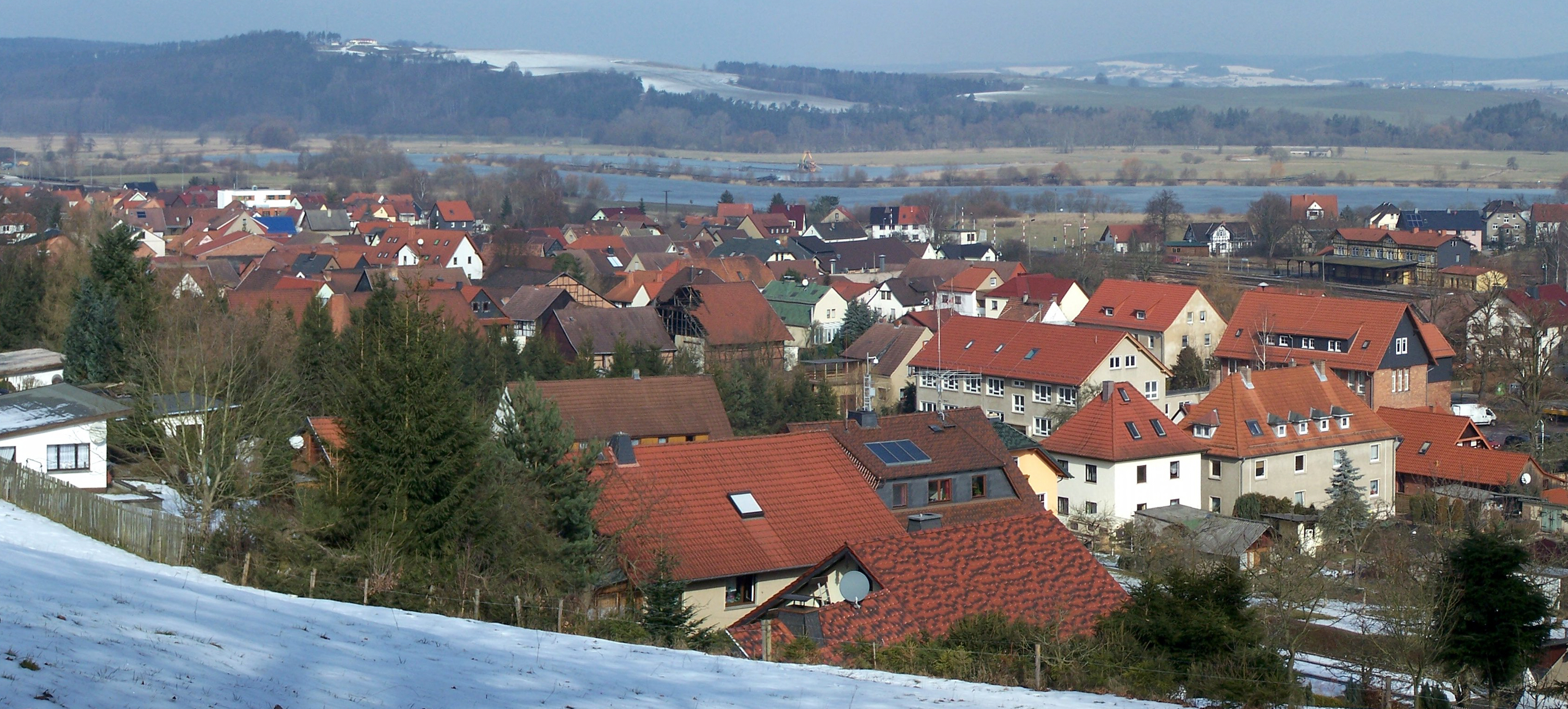
Blick über Immelborn

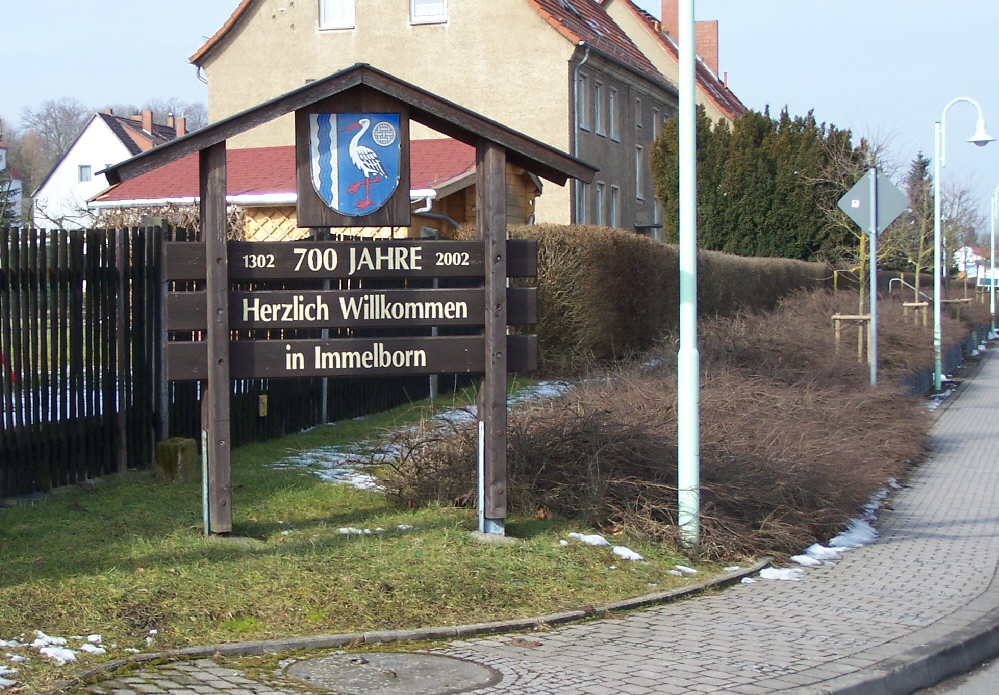
Am Ortseingang nach Immelborn

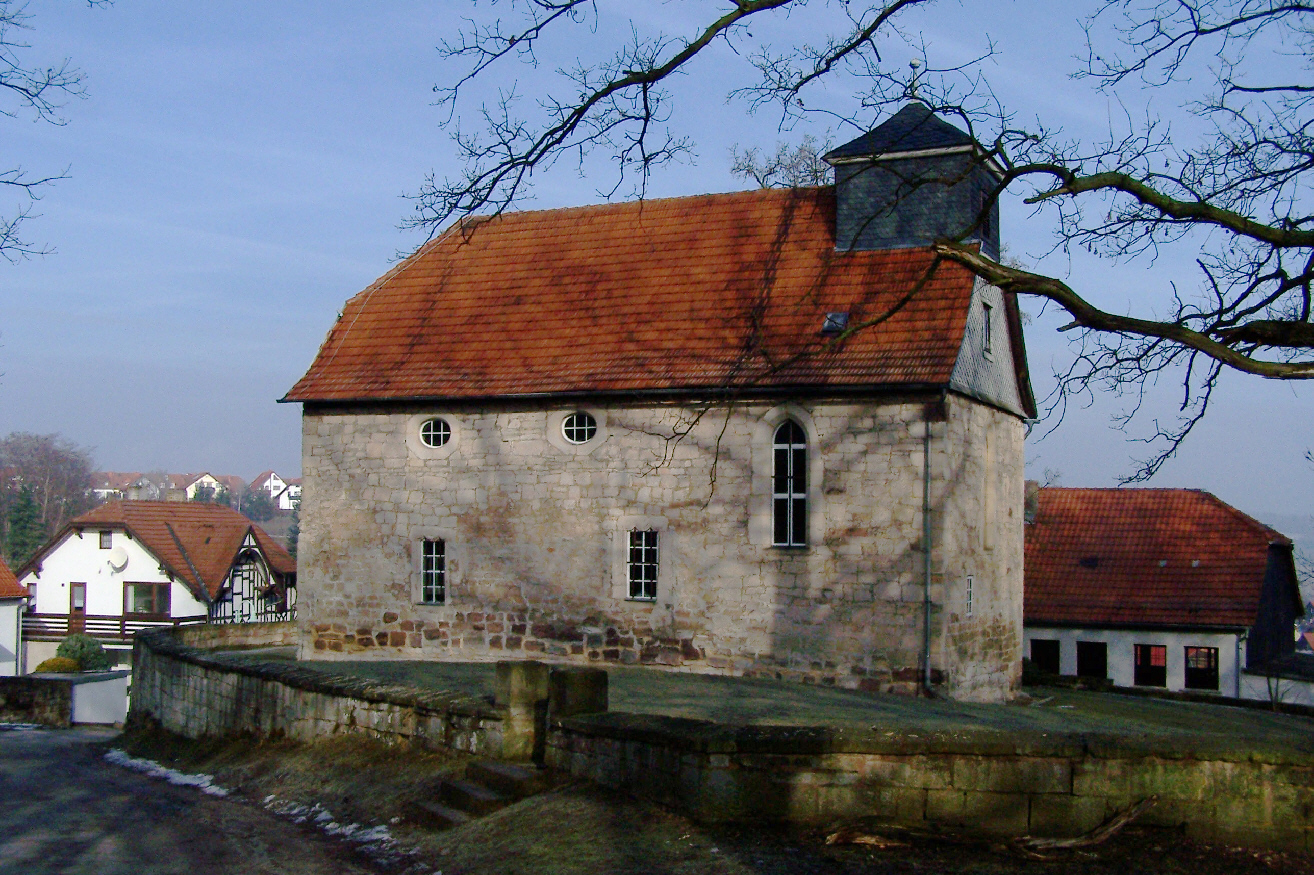
Die Amalienkirche

Immelborn ist ein Ortsteil der Gemeinde Barchfeld-Immelborn im Wartburgkreis in Thüringen.

## Geografie

### Nachbargemeinden
Im Süden grenzt Immelborn an die Gemeinde Breitungen im Landkreis Schmalkalden-Meiningen, im Westen und Norden an die Kreisstadt Bad Salzungen, im Osten bildet die Werra die natürliche Grenze zum Nachbarort Barchfeld.

### Berge
Die Landschaft um Immelborn wird von der Werratalaue und den Vorbergen der Rhön geprägt.
Als höchster Punkt (525,7 m ü. NN) der Gemeinde gilt die Hunnkuppe, eine sagenumwobene Anhöhe an der Frauenbreitunger Gemarkungsgrenze.
Erwähnenswert sind ferner der Beiersberg (327,8 m ü. NN) und der Kirschberg (321 m ü. NN).

### Gewässer
Die Flussaue der Werra wird bei Immelborn seit etwa 100 Jahren zur Kiesgewinnung genutzt, hierbei entstanden drei größere Baggerseen. Als natürliche Gewässer gelten der Erlensee und das Forstloch. Der Hunnbach entspringt am Ortsrand von Übelroda, er mündet in Wildprechtroda in den Pfützbach, einem linken Zufluss der Werra. Weitere Quellbäche entspringen in der Flussaue und münden ungenutzt in die Werra. Bereits im Mittelalter war die Heilkraft der Amalienquelle erkannt worden, diese Mineralquelle entspringt in der Ortslage von Immelborn.

## Geschichte
Die Geschichte von Immelborn ist sehr eng mit der Entwicklung des Klosters Frauenbreitungen und der Stadt Bad Salzungen sowie dem Adelsgeschlecht der Frankensteiner verbunden.

### Ur- und Frühgeschichte

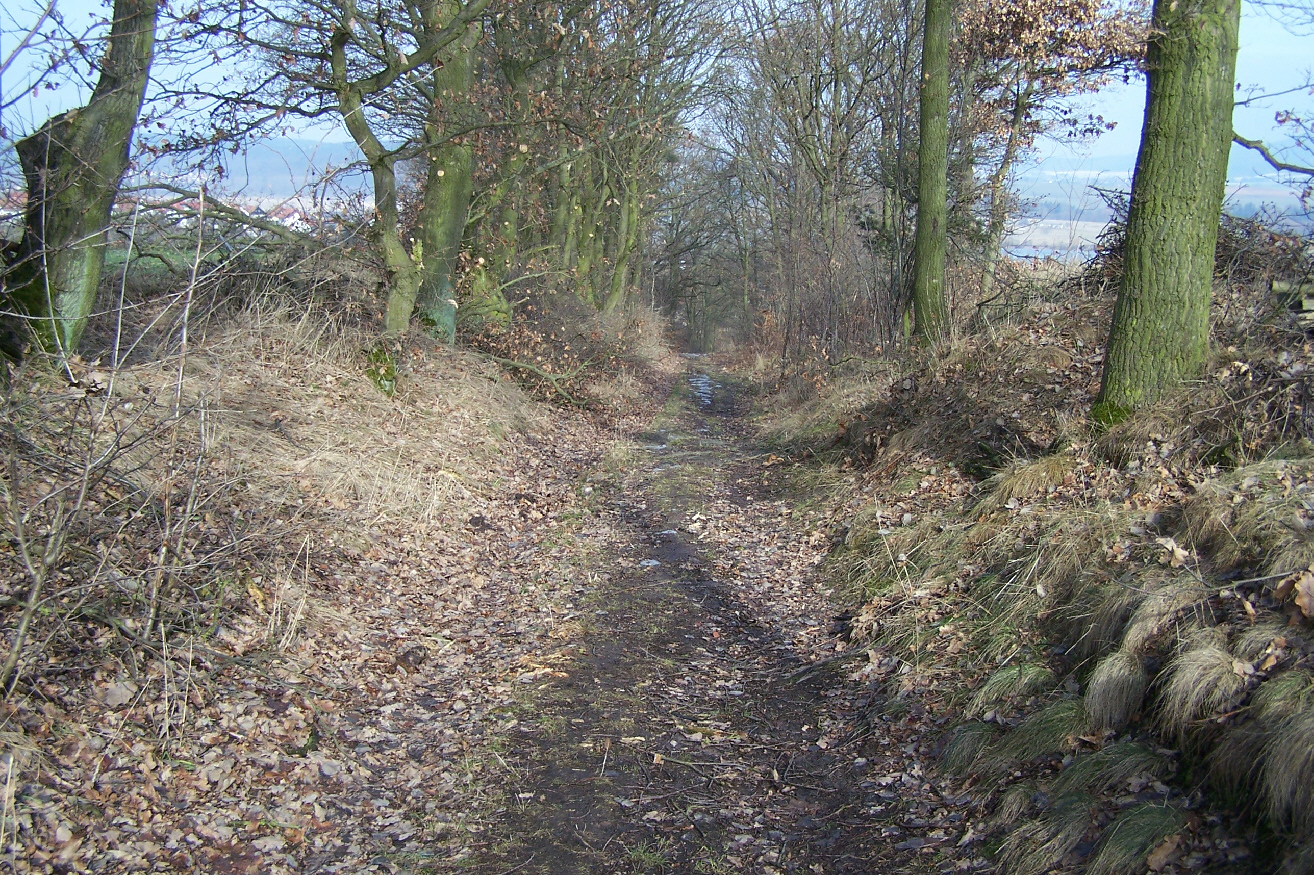
Alter Handelsweg Immelborns

Auf Grund der günstigen Lage in der Nähe alter Handelsstraßen und der Mündung des Baches Schweina war das Werratal im Abschnitt Barchfeld-Immelborn bereits in frühgeschichtlicher Zeit besiedelt. Ausgrabungsfunde aus der Bronzezeit an den Lieseköpfen (Gemarkung Barchfeld) bestätigen dies.
Immelborn wurde in einer Urkunde des Klosters Frauensee vom 20. Dezember 1302 erstmals urkundlich erwähnt. Der Ort wurde im Mittelalter oft als Memelsbrunn, auch Amalienborn bezeichnet.

### Mittelalter
Der bereits im Hochmittelalter bedeutende Ort Breitungen mit Doppelklosteranlage, das auf einen Königshof (daher Königsbreitungen) zurückgeführt wird, war über eine am Talrand der Werra bei Übelroda vorbeiziehende Altstraße mit den Orten Bad Salzungen, Dorndorf und Vacha verbunden. An dieser Straße entwickelte sich Immelborn zunächst als eine Siedlung des Klosters Frauenbreitungen. Auf der Hunnkuppe soll eine Burg und auf der 3 km südöstlich davon gelegenen Kilianskuppe soll eine Wallfahrtskapelle gestanden haben. Zu den Befestigungsanlagen, die die Henneberger zur Sicherung ihres Gebietes anlegten, gehört auch eine Landwehranlage – Hähl genannt, die im 15. Jahrhundert südlich von Immelborn in Richtung Weilar angelegt wurde.
Nach den Verwüstungen des Bauernkrieges bestimmten die Salzunger Burgmannen-Familien von Cralach (Craluck) und von Buttlar zu Wildprechtroda im Ort. Immelborn wurde zum Pfarrort für die kleineren Ortsteile.

### Neuzeit
Während des Krieges zwischen Preußen und Österreich und deren jeweiligen Verbündeten kam es bei Immelborn zu Kampfhandlungen zwischen bayrischen und preußischen Truppen. Die 4. Bayerische Infanterie-Division hatte Anfang Juli 1866 ihre Front in Richtung der Pässe des Thüringer Waldes nach Osten ausgerichtet, von wo der preußische Vorstoß erwartet wurde. Durch Patrouillen erfuhr die bayrische Divisions-Führung, dass die preußischen Truppen den Thüringer Wald stattdessen nördlich umgehen würden. Daraufhin führte Oberst Aldosser, Kommandeur des Bayerischen 9. Infanterie-Regiments, persönlich anderthalb Kompanien und eine Eskadron zur Aufklärung nach Norden. In der Nacht vom 2. auf den 3. Juli stieß diese Truppe auf zwei Kompanien des preußischen Infanterie-Regiments Nr. 13, es gelang jedoch keine Überraschung. Beim folgenden Scharmützel gab es auf Seiten der Bayern drei Tote und 13 Verwundete. Unter den Verwundeten war auch Aldosser, der einen Schuss durch die Hand erhielt. Auf preußischer Seite gab es einen Schwerverwundeten und drei Leichtverwundete. Bei Dermbach kam es in derselben Nacht zu einem Scharmützel zwischen Bayern und Preußen. Aus diesen nächtlichen Kämpfen zog die bayrische Seite den Schluss, dass die Preußen aus dem Norden statt aus dem Osten zu erwarten waren. Entsprechend änderte die 4. bayerische Infanterie-Division ihre Frontstellung.

### 20. Jahrhundert
Während des Zweiten Weltkrieges mussten 200–300 Frauen und Männer, vorwiegend aus der Ukraine, Zwangsarbeit verrichten: In der Metallwarenfabrik Schmöle & Co. und im Sägewerk Hellmann.
Im Jahr 1955 lebten im Ort 1958 Einwohner.

### 21. Jahrhundert
Das aus zwei aufgelassenen Baggerseen der Kiesgrube Immelborn und einem Campingplatz bestehende Naherholungsgebiet lockt jährlich tausende Besucher. Die Wassersportmöglichkeiten wurden durch einen zusätzlichen Bootsanlegesteg an der Werra erweitert. Die ehemalige Bergschule wird heute als Mehrzweckgebäude genutzt, hier haben ein Jugendclub und die Heimatstube ihren Platz gefunden.
Am 3. November 2011 unterzeichneten die Bürgermeister der Gemeinden Immelborn und Barchfeld einen Vertrag über die Eingliederung Immelborns nach Barchfeld im Jahr 2012. Die neue Gemeinde trägt den Namen Barchfeld-Immelborn.
Am 31. Dezember 2012 schlossen sich die Gemeinden Immelborn und Barchfeld zur Gemeinde Barchfeld-Immelborn zusammen. Die Gemeinde Immelborn bestand aus den Ortsteilen Immelborn, Übelroda, Ettmarshausen und Hauenhof.

### Einwohnerentwicklung
Entwicklung der Einwohnerzahl der ehemaligen Gemeinde:
| - 1994: 1694 - 1995: 1782 - 1996: 1842 - 1997: 1895 - 1998: 1880 - 1999: 1879 | - 2000: 1864 - 2001: 1858 - 2002: 1859 - 2003: 1860 - 2004: 1839 - 2005: 1814 | - 2006: 1776 - 2007: 1751 - 2008: 1712 - 2009: 1701 - 2010: 1662 - 2011: 1648 |

 Datenquelle: ab 1994 Thüringer Landesamt für Statistik – Werte vom 31. Dezember

## Bürgermeister
Die letzte ehrenamtliche Bürgermeisterin Silvia Matern wurde am 6. Juni 2010 wiedergewählt.

## Wappen
Das Wappen wurde vom Heraldiker Uwe Reipert gestaltet.

## Wirtschaft und Infrastruktur

### Gewerbegebiet
Das Gewerbegebiet Hartmetallwerk befindet sich am östlichen Ortsrand von Immelborn. Es verfügt über eine Gesamtfläche von 14,7 ha.

### Wirtschaftliche Entwicklung

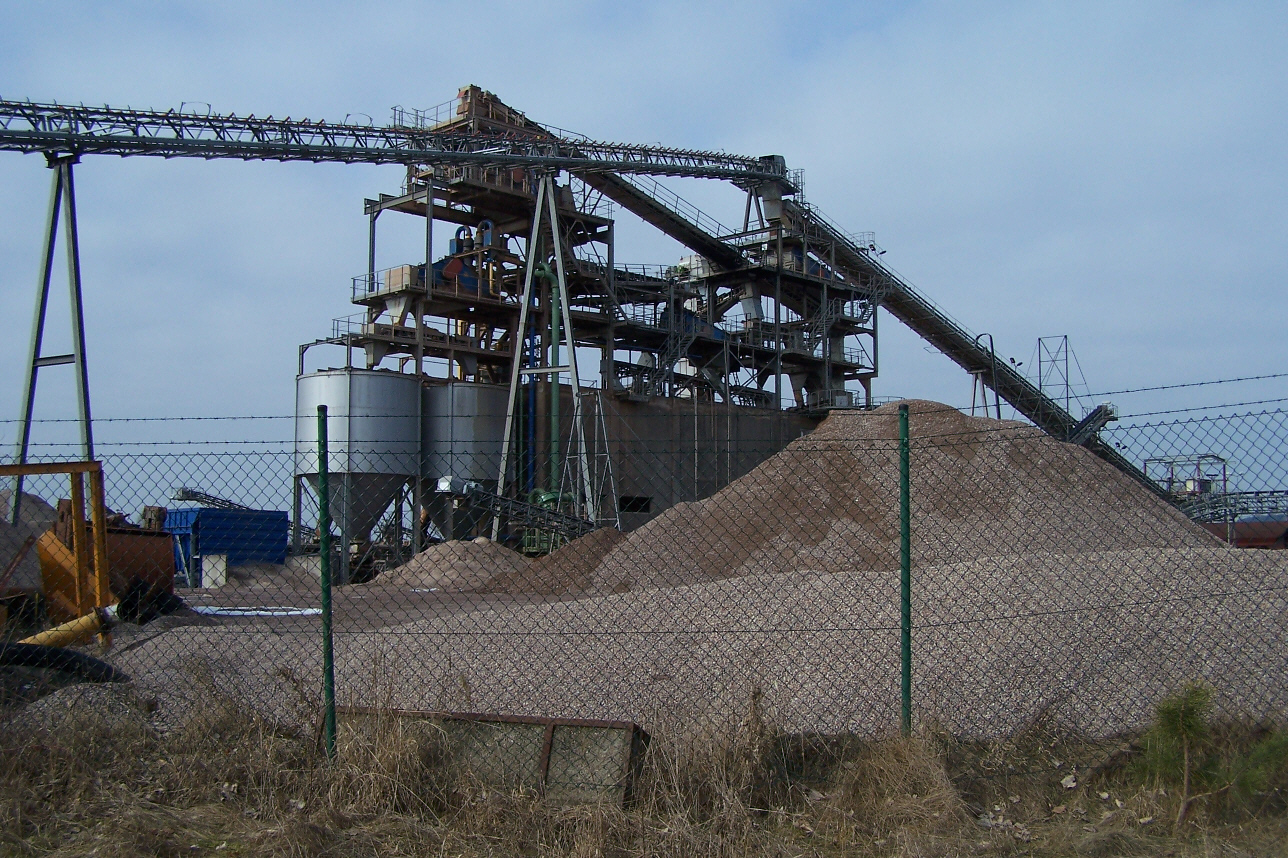
Am Kieswerk

Die industrielle Entwicklung beginnt 1873 mit der Gründung der Metallwarenfabrik Deubach und Stöber. Weitere metallverarbeitende Betriebe siedelten sich bis zum Ausbruch des Zweiten Weltkrieges in Bahnhofsnähe an. Während der DDR-Zeit wurden im VEB Hartmetallwerk Immelborn, einem Betrieb des Werkzeugkombinates Schmalkalden, hochwertige Schneidwerkzeuge und Sinterhartmetallteile entwickelt und produziert. Am Ortsrand von Ettmarshausen entstand ein Heizwerk. In Immelborn war ein Sägewerk und in Übelroda eine LPG entstanden.
Nach 1990 wurde am Ostrand von Bad Salzungen das Gewerbegebiet Ober der Brück angesiedelt, die bestehenden Industrieansiedlungen am Bahnhof Immelborn wurden ausgebaut.  Als erstes Unternehmen der Baustoffindustrie entstand 1872 die Ziegelei Reinhard Ranft. In den 1930er Jahren setzte sich der Werkstoff Beton im Straßen-, Brücken- und Industriebau durch, hierzu wurden um 1960 die ergiebigen Kiesvorkommen durch das spätere Kieswerk Immelborn in der Werraaue erschlossen. 1971 entstand ein Werk für zementgebundene Dachziegel.
Die bedeutendsten Unternehmen im Ort sind heute die Tribo Hartstoff GmbH und die Kieswerk Wernshausen GmbH.

## Verkehr

### Straßenverkehr
Durch die Ortslagen Immelborn und Ettmarshausen verläuft ein Abschnitt der B 62. Mit Fertigstellung der westlich von Immelborn geplanten Werratalbrücke der B 62 soll die Ortsdurchfahrt künftig vom Durchgangsverkehr entlastet werden.

### Schienenverkehr

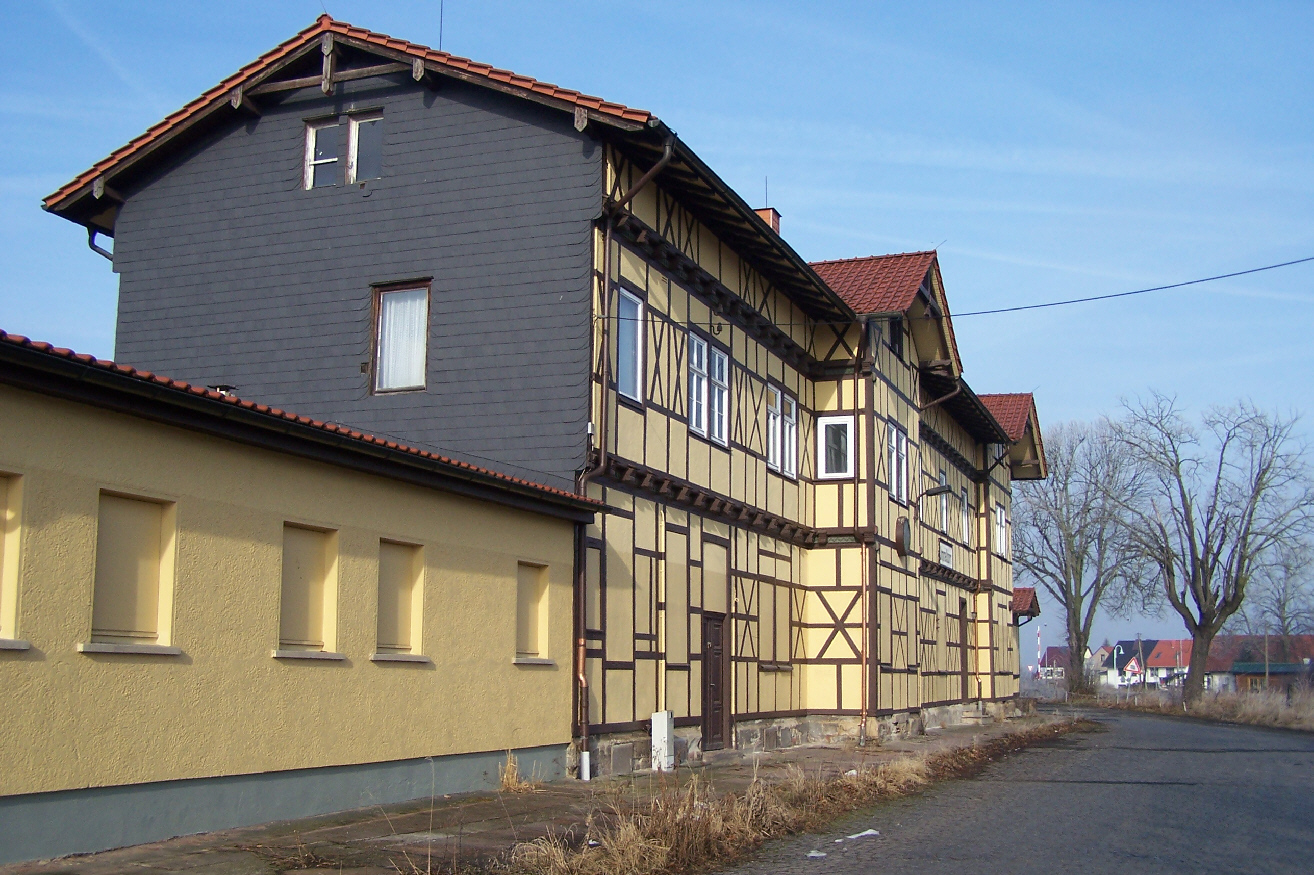
Am Bahnhof

Im Jahr 1872 wurde der Betrieb auf der Bahnstrecke auf der  Werrabahn (Eisenach–Lichtenfels) aufgenommen. Der Bahnhof Immelborn war seit der Eröffnung der Zweigbahn nach Bad Liebenstein im Jahr 1889 ein Keilbahnhof und Sitz einer Bahnmeisterei. Die Nebenbahn nach Bad Liebenstein wurde 1927 nach
Steinbach verlängert und 1973 wieder stillgelegt. Noch 10 Jahre vorher fuhren Eilzüge z. B. nach Leipzig.
Heute pendeln die Züge der Süd-Thüringen-Bahn auf der Linie Eisenach – Bad Salzungen – Meiningen – Grimmenthal – Hildburghausen – Eisfeld (– Sonneberg – Neuhaus am Rennweg). Anschluss an das Intercity- und ICE-Netz der Deutschen Bahn besteht in Eisenach oder Fulda.

### Öffentlicher Personennahverkehr
Nach Immelborn verkehren folgende Buslinien der Verkehrsgesellschaft Wartburgkreis mbH:
| Linie | Fahrstrecke                                                                                          |
| ----- | --- |
| L-71  | Bad Salzungen – Immelborn – Barchfeld – Schweina – Ruhla – Eisenach                                  |
| L-104 | Bad Salzungen – Immelborn – Barchfeld – Witzelroda – Gumpelstadt – Möhra                             |
| L-106 | Bad Salzungen – Immelborn – Barchfeld – Schweina – Bad Liebenstein – Steinbach                       |
| L-107 | Bad Salzungen – Immelborn – Barchfeld – Steinbach – Brotterode – Tabarz – Trusetal – Bad Liebenstein |
| L-134 | Bad Salzungen – Immelborn – Barchfeld – Gotha – Erfurt                                               |
| L-135 | Bad Salzungen – Immelborn – Barchfeld – Gumpelstadt – Etterwinden – Eisenach                         |
| L-440 | Bad Salzungen – Immelborn – Barchfeld – Schmalkalden – Suhl                                          |

## Kultur und Sehenswürdigkeiten

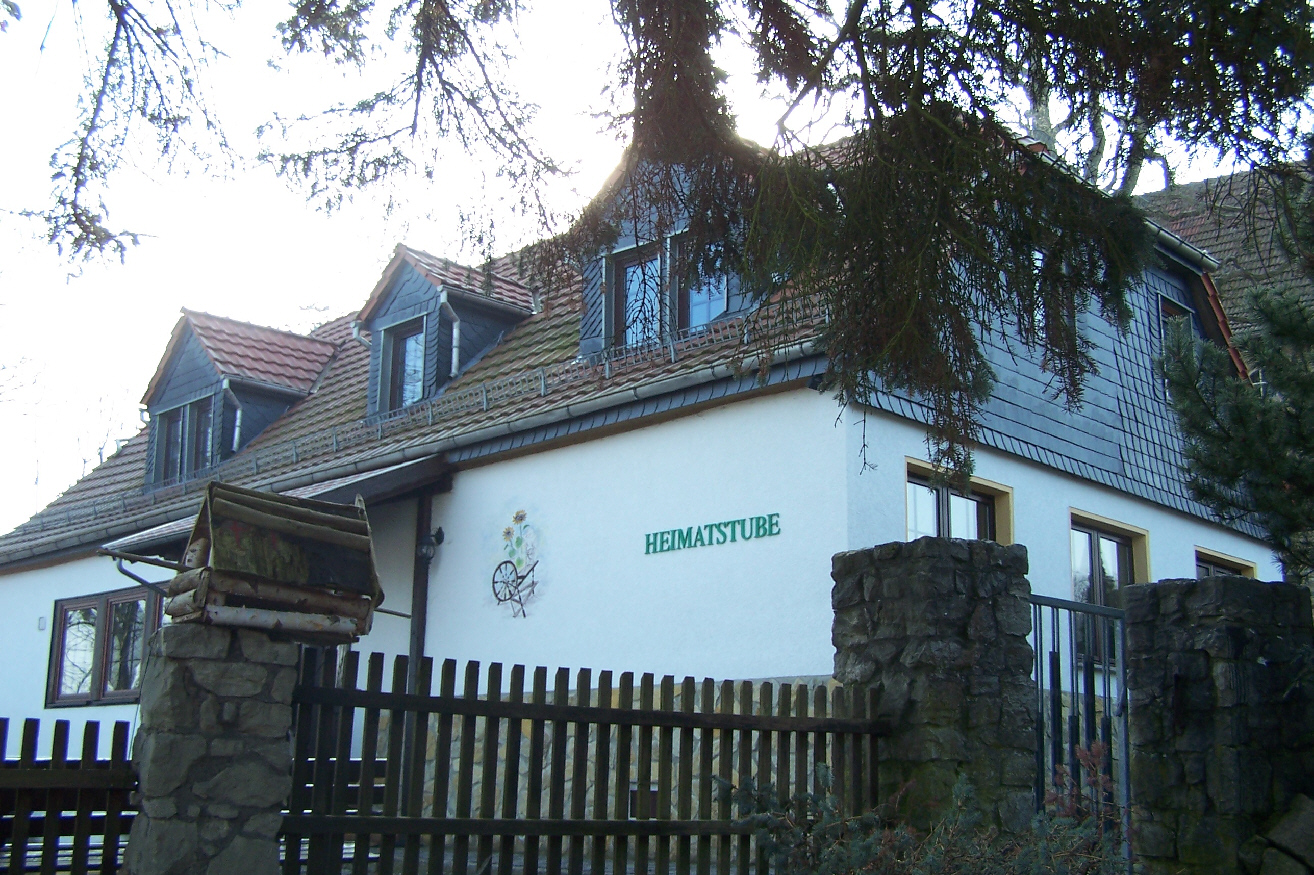
Die Heimatstube

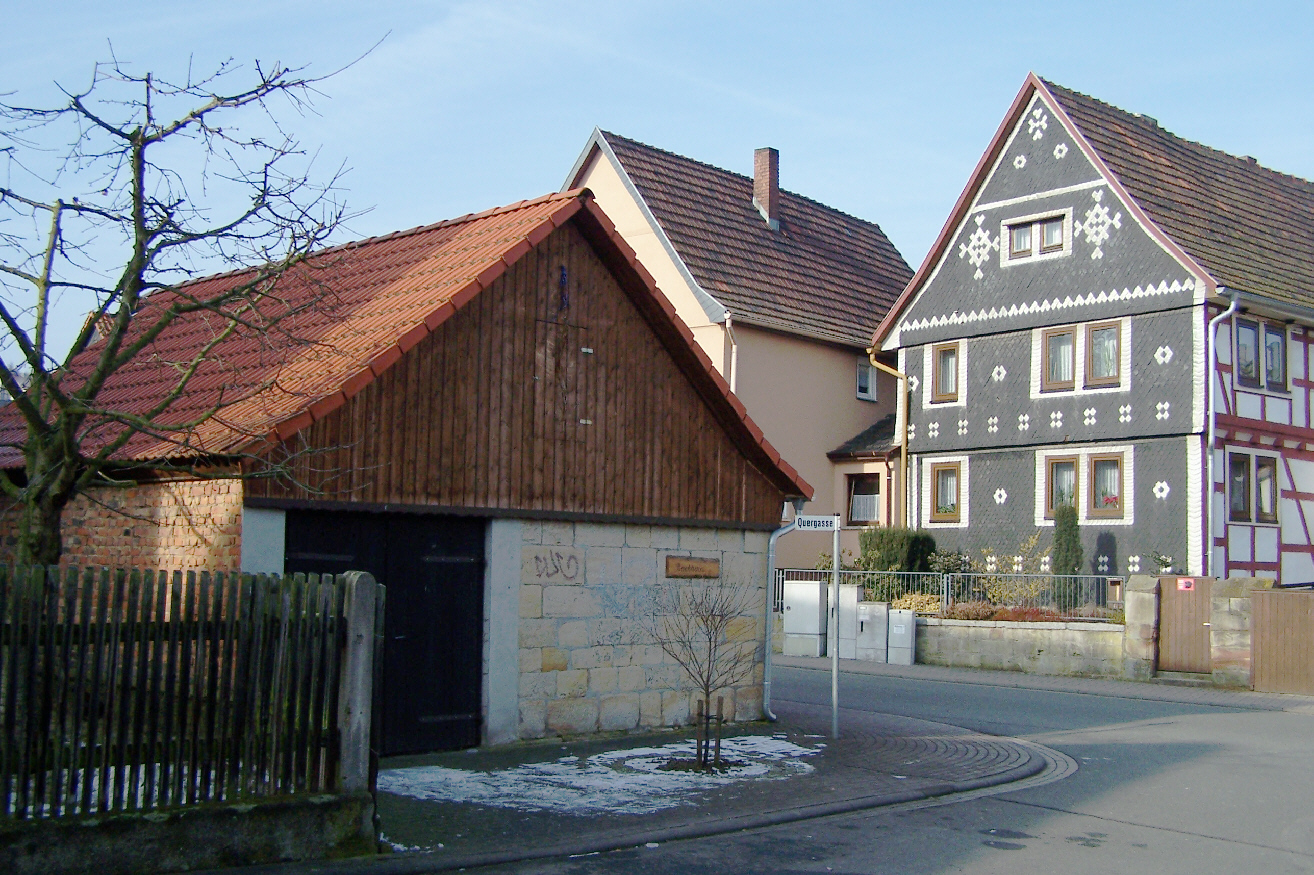
Backhaus

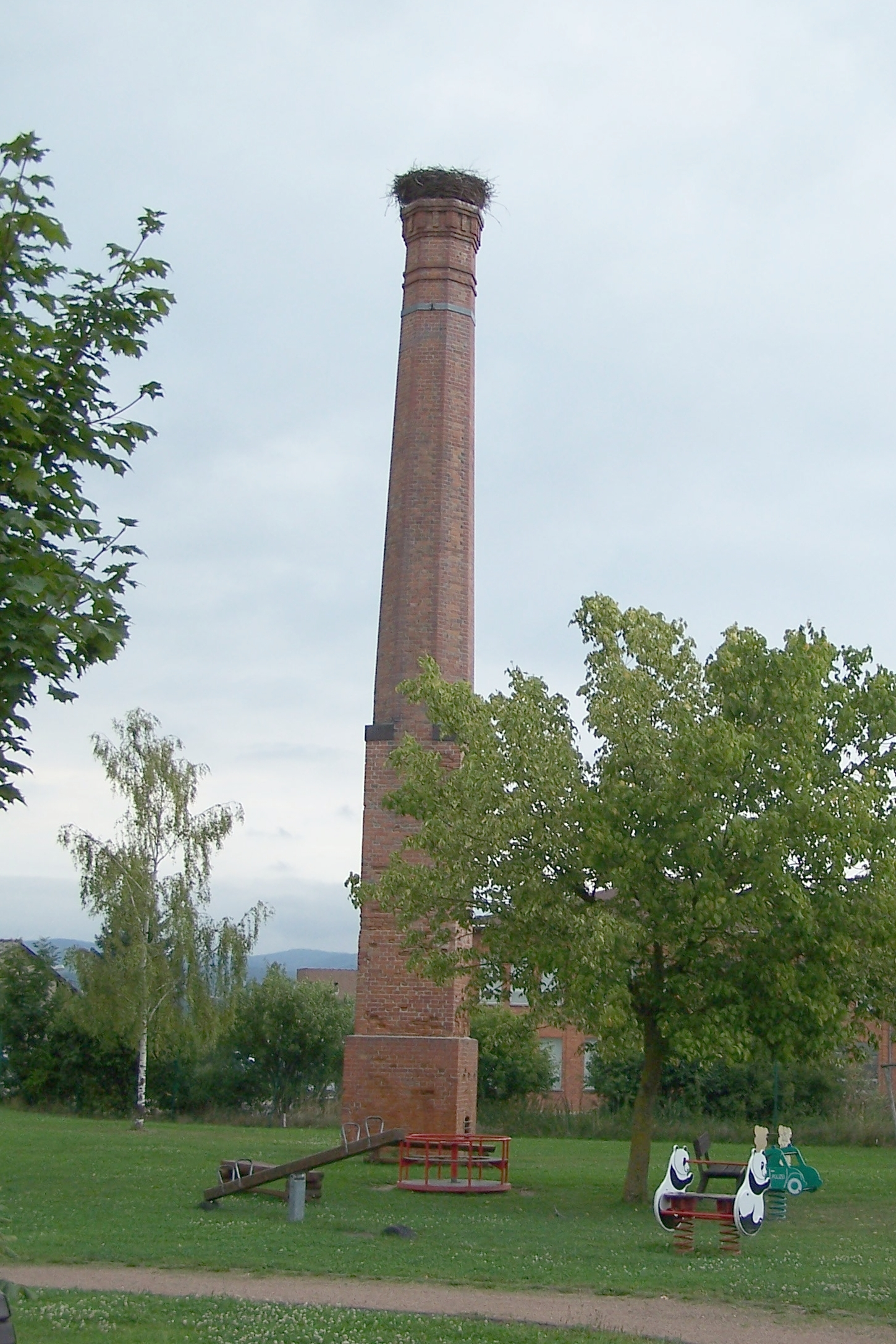
Das Storchennest und der Kinderspielplatz an der Alten Ziegelei

Am 1. Juli 1994 beging der Männergesangsverein „1863“ Immelborn (20 Mitglieder) sein 130-jähriges Bestehen. Weitere Kulturvereine im Ort sind der Kirmesverein (54 Mitglieder), der Landfrauenverein (14 Mitglieder) und der Heimatverein Immelborn (24 Mitglieder).
Die Einwohner Immelborns erhielten 1995 das Prädikat „Schönstes Dorf“.

### Amalienborn und Amalienkapelle
Am Fuß der steilen Sandsteinkuppe, auf der die Immelborner Amalienkirche erbaut ist, tritt eine starke Quelle – der Amalienborn – zu Tage, diese mineralhaltige Quelle wurde rasch als Heilquelle betrachtet. Die Amalienkapelle wurde im 16. Jahrhundert erneuert (Inschriften), sie wurde durch eine umlaufende Mauer und einen breiten Graben geschützt, diese Details verweisen auf die Anlage einer Wehrkirche. Der heutige Kirchenbau, rechteckiger Grundriss und etwa 17 × 10 m groß, entstand durch Umbauten in den Jahren 1707–1708.

### Storchennest
Seit 1936 brüten Störche auf dem alten Ziegeleischornstein am östlichen Ortsrand. Das Nest zählt somit zu den erfolgreichsten Brutplätzen in Südthüringen.

### Naturschutzgebiet Forstloch-Riedwiesen
Das etwa 160 Hektar große Naturschutzgebiet Forstloch-Riedwiesen  befindet sich beim Ortsteil Hauenhof und erstreckt sich in der Flussaue zu beiden Seiten der Werra. In räumlicher Nähe sind hier als Biotope zu finden: Überflutungsmulden (der Werra), Kiesbänke, Prall- und Gleithänge, Weich- und Hartholzauen (in Resten), Feuchtwiesen, Röhrichte, Großseggenriede, Tümpel und Weiher.
Am 17. Dezember 1982 wurden die ersten 16 Hektar in der Flur Forstloch als Naturschutzgebiet ausgewiesen.
Gleich nach der Wende begannen die Bemühungen um eine Ausweitung der Schutzgebiete, da hier auch massive Zugriffe auf das Gebiet durch wirtschaftliche Interessen (Kies- und Sandabbau) zu befürchten waren. Inzwischen ist die wissenschaftliche Untersuchung des Gebietes als Langzeitstudie abgesichert. Es wurden 192 Vogelarten ermittelt, die das Naturschutzgebiet besonders wertvoll machen – es zählt mithin zu den artenreichsten Gebieten in Südthüringen. Auch zahlreiche Wirbellose Arten, Fledermäuse, Amphibien und Säugetierarten können beobachtet werden. Für Besucher wurden mehrere Informationstafeln aufgestellt und ein Rundweg angelegt.

## Persönlichkeiten
- Johann Balthasar Christian Freißlich (1687–1764), Komponist
- Rudolf Kohlermann (1915–?), Ingenieur und Politiker (NDPD), MdV
- Alfred Beck (1925–1994), Fußballspieler
- Heinrich Gesang (* 1934), Geologe